# Šarūnas-Marčiulionis-Basketballakademie
Die Šarūnas-Marčiulionis-Basketballakademie (lit. Šarūno Marčiulionio krepšinio akademija) ist eine Sportschule für Basketball in Vilnius. Das Team „Š.Marčiulionio KA-Twomenas“ spielt in der Nacionalinė krepšinio lyga (NKL), andere Teams spielen in Lietuvos moksleivių krepšinio lyga (MKL) und European Youth Basketball League (EYBL). Motto der Schule lautet: „Sei Herr deines Willens und Sklave deines Gewissens“ („Būk savo valios viešpats ir savo sąžinės vergas“).

## Geschichte
September 1992 wurde die Schule in der Vytenio-Straße in Naujamiestis geöffnet und war von 300 Schülern besucht. Neben der Haupthalle wurden auch zwei Basketball-Saale gemietet. Ab 1994 wurde die neue Schule in der Raitininkų-Straße in Žirmūnai gebaut. Bis 1997 besuchte man 18 Länder. Damals gab es 600 Schüler. Neben dem Basketball lernten sie Englisch, Ethik und Ästhetik und arbeiteten mit den Computern.
Sommer 2002 wurde die Šarūnas-Marčiulionis-Basketballschule zur Basketballakademie. Der Status wurde vom Europas Fédération-Internationale-de-Basketball-Rat verliehen. Damals gab es schon 770 Schüler. Mit ihnen arbeiteten 10 Trainer und 4 Lehrer der zusätzlichen Bildung. In der Akademie wurden 63 Turniere veranstaltet, davon 24 international. Die Teams der Akademie spielten bis daher in 26 Staaten. 2007 gab es 850 Schüler.
Absolventen
Mindaugas Adamonis (* 1978),  Paulius Vyšniauskas (* 1978),  	Kšyštofas Lavrinovičius (* 1979), Darjušas Lavrinovičius (* 1979),  Simas Jasaitis (* 1982),  Saulius Kuzminskas (* 1982),  	Matas Niparavičius (* 1982),  	Linas Kleiza (* 1985),   	Martynas Pocius (* 1986), Martynas Gecevičius (* 1988) u. a.

## Verwaltung
- Direktor: Šarūnas Marčiulionis (* 1964), Gründer der Schule
- Stellv. Direktor: Gracijus Naujikas
- Chefcoach: Šarūnas Sakalauskas (* 1960)